# Jocelyn Bell Burnell
Susan Jocelyn Bell Burnell (Lurgan, Észak-Írország, 1943. július 15. –) északír asztrofizikusnő, aki posztgraduális hallgatóként közösen felfedezte az első rádiós pulzárokat 1967-ben, amiért A 20. század egyik legjelentősebb tudományos eredményével, 1974-ben fizikai Nobel-díjjal ismerték el a felfedezést, de annak ellenére, hogy Bell volt az, aki legelőször megfigyelte a pulzárokat, ő maga nem részesült a díjazásban. A felfedezésről beszámoló tudományos cikknek öt szerzője volt. Bell konzulense, Antony Hewish volt a cikk első szerzője és Bell a második. Ennek ellenére csak Hewish-nek és a csillagász Martin Ryle-nak adták a Nobel-díjat, Bellnek nem. Sok elismert csillagász kritizálta azt, hogy őt kihagyták, köztük Sir Fred Hoyle.

## Könyvek
- Burnell, S. Jocelyn (1989). Broken for Life. Swarthmore Lecture. London: Quaker Home Service. ISBN 978-0-85245-222-6
- Riordan, Maurice; Burnell, S. Jocelyn (27 October 2008). Dark Matter: Poems of Space. Calouste Gulbenkian Foundation. ISBN 978-1-903080-10-8

### Videó
- Freeview video "Tick, Tick, Pulsating Star: How I Wonder What You Are?" A Royal Institution Discourse by the Vega Science Trust (hozzáférés 2007. december 24.)

## Fordítás
- Ez a szócikk részben vagy egészben  a   Jocelyn Bell Burnell című angol Wikipédia-szócikk fordításán alapul.  Az eredeti cikk szerkesztőit annak laptörténete sorolja fel. Ez a jelzés csupán a megfogalmazás eredetét és a szerzői jogokat jelzi, nem szolgál a cikkben szereplő információk forrásmegjelöléseként.